# Wenceslau Braz (Minas Gerais)
Wenceslau Braz is een gemeente in de Braziliaanse deelstaat Minas Gerais. De gemeente telt 2.615 inwoners (schatting 2017).